# Austrobaileyaceae
Austrobaileyaceae é uma família monotípica de plantas com flor cujo único género é Austrobaileya, o qual tem como única espécie Austrobaileya scandens, um endemismo das florestas tropicais húmidas do nordese de Queensland, Austrália. O sistema APG IV, de 2016, coloca esta família na ordem Austrobaileyales, considerada uma das mais basais na linhagem das angiospérmicas.

## Descrição
As plantas do género Austrobaileya crescem como lianas ou como plantas escandentes, com os caules principais ascendentes e frouxamente entrelaçados, ramos retos, ligeiramente procumbentes e com folhagem densa. As folhas são coriáceas, nervuradas e simples.  A espécie Austrobaileya scandens é uma espécie rara encontrada apenas (endémica) nas florestas tropicais húmidas de Queensland. É a espécie mais antiga de plantas com flores na Austrália que requer polinização. Austrobaileya é um dos mais antigos géneros extantes (basais) encontradas nos trópicos húmidos que sobreviveram a milhões de anos de mudanças climáticas e geológicas. A espécie está bem adaptada às florestas tropicais, onde pode se enredar em torno de altas árvores lenhosas que formam a copa. Está adaptada às condições da floresta tropical, nomeadamente a humidade e a baixa luminosidade do sub-bosque.
Pode crescer até aos 15 m de altura. A planta tem uma folhagem de cor azul-esverdeada distinta. Austrobaileya tem flores grandes e solitárias que estão dispostas em espiral, com pétalas verde-claras. As flores são polinizadas por moscas. Para atrair polinizadores, as flores libertam um cheiro semelhante ao do peixe podre.
Os frutos, com formato de uma pêra ou beringela, são da cor de damasco e contêm sementes em grupos compactos, com formato semelhante a castanhas. O fruto pode atingir tamanhos de 7 cm de comprimento por 5 cm de largura.
As folhas contêm um óleo essencial produzido em células esféricas ricas em óleos etéreos. A folhagem é facilmente danificada pela oxidação quando exposta à luz solar direta, razão pela qual estas plantas tendem a ocupar o andar arbustivo situado abaixo da canópia da floresta, preferindo condições de pouca luz solar e muita humidade. Como muitas outras plantas com flor que crescem no sub-bosque da floresta tropical, apresentam mesófilo sem tecido do tipo parênquima paliçádico ou baixas taxas fotossintéticas na folha. Estas plantas dependem fortemente da reprodução vegetativa para a continuação da espécie.

## Filogenia e sistemática

### Filogenia
Dentro da ordem Austrobaileyales, a relação filogenética entre as famílias é a seguinte:
|  | Austrobaileyaceae                                               |
|  |                                                                 |
|  | \| \| Schisandraceae \| \| \| \| \| \| Trimeniaceae \| \| \| \| |
|  |                                                                 |
|  | Schisandraceae                                                  |
|  |                                                                 |
|  | Trimeniaceae                                                    |
|  |                                                                 |

|  | Schisandraceae |
|  |                |
|  | Trimeniaceae   |
|  |                |

### Sistemática
O nome do género tipo da família (e também da ordem), Austrobaileya C.T. White, 1933 toma como epónimo o nome do botânico australiano Frederick Manson Bailey.
O sistema de Cronquist, de 1981, colocava esta família na ordem Magnoliales, na subclasse Magnoliidae, na classe Magnoliopsida [=dicotiledóneas] da divisão Magnoliophyta [=angiospérmicas]. Por sua vez, o sistema de Thorne (1992) colocava a família na ordem Magnoliales, na superordem Magnolianae, na subclasse Magnoliideae [=dicotiledóneas], na classe Magnoliopsida [=angiospérmicas]. Seguindo uma lógica diferente quanto à posição da família, o sistema de Dahlgren colocava-a na ordem Annonales, superordem Magnolianae, na subclasse Magnoliideae [=dicotiledónea]s, na classe Magnoliopsida [=angiospérmicas]. O sistema de Engler, na sua revisão de 1964, colocava a família na ordem Magnoliales, subclasse Archychlamydeae, na classe Dicotyledoneae, na subdivisão Angiospermae.
O sistema APG IV, de 2016 (bem como as anteriores versões de 2009, o sistema APG III, e de 2003, o sistema APG II), reconhece as Austrobaileyaceae, colocando-as na ordem Austrobaileyales. A ordem Austrobaileyales é considerada por esses sistemas como sendo uma linhagem basal no clado das angiospérmicas.
O binome A. maculata é presentemente considerado um sinónimo taxonómico de A. scandens.